# Europäisches Sklavenleben (1912)
Europäisches Sklavenleben ist ein deutsches Stummfilmdrama aus dem Jahre 1912. Unter der Regie von Emil Justitz traten eine Reihe von nachmals berühmten Film- und Theaterkünstlern auf.

## Handlung
Europäisches Sklavenleben wurde vom Romanautoren Friedrich Wilhelm Hackländer als parodistisch-analytische Antwort auf Harriet Beecher-Stowes weltberühmten Roman Onkel Toms Hütte aus dem Jahre 1852 verstanden. Im Mittelpunkt des Geschehens stehen europäische Menschen verschiedener gesellschaftlicher Schichten, von denen sich jeder auf eine bestimmte Weise versklavt fühlt. Die sozialen Verhältnisse zwingen die Menschen ohne Hab und Gut in eine desperate Lage. Clara Staiger beispielsweise versucht als Tänzerin ihre Unschuld zu bewahren. Sie ist eine starke Persönlichkeit, die ihre Jugend der Familie opfert. Ihr Vater verdient sich seinen Lebensunterhalt mehr schlecht als recht mit Übersetzungen, bis spät in die Nacht sitzt er bei schummrigem Licht an der Übersetzung von Onkel Toms Hütte. Dabei stellt er fest, dass sich die Verhältnisse in Deutschland durchaus mit denen der schwarzen Sklaven in der Zeit Beecher-Stowes vergleichen lassen, ja sogar in Details für bestimmte Randgruppen schlechter seien.
Die Anteilnahme der höheren Schichten im Deutschland der Kaiserzeit sieht Staiger lediglich als Vorwand, um von den eigenen Problemen abzulenken. Sogar die Reichen des Landes, die doch allen Grund dazu haben müssten, sich als glückliche Menschen zu fühlen, sind in einem Netz von Verpflichtungen, Erwartungen und Problemen gefangen und mitnichten so frei, wie sie vorgeben. Am Beispiel des Barons Brand wird eine Spielart vorgeblichen Glücks als Zeichen doppelter Moral und Unfreiheit gezeigt. Der Adelige führt eine Doppelexistenz, die eines Tages in einer Tragödie endet: Nach außen hin sich als eleganten Herr der Oberschicht gebend, führt er in Wahrheit das Leben eines Chef einer Verbrecherorganisation.

## Produktionsnotizen
Europäisches Sklavenleben, Arbeitstitel: Heldin der schwarzen Berge, passierte im September 1912 die Filmzensur und wurde noch im selben Monat uraufgeführt. Der Film besaß drei Akte, verteilt auf, je nach Schnittfassung, 801 bzw. 779 Metern Länge. Der Film besaß 62 Zwischentitel.
Als literarische Vorlage diente der gleichnamige Roman von Friedrich Wilhelm Hackländer.